# Eurhinocricus granulatus
Eurhinocricus granulatus är en mångfotingart som beskrevs av Loomis 1975. Eurhinocricus granulatus ingår i släktet Eurhinocricus och familjen Rhinocricidae. Inga underarter finns listade i Catalogue of Life.